# Liste der denkmalgeschützten Objekte in Prottes
Die Liste der denkmalgeschützten Objekte in Prottes enthält die 4 denkmalgeschützten, unbeweglichen Objekte der Gemeinde Prottes.

## Denkmäler
| Foto |                 | Denkmal                                                               | Standort                                              | Beschreibung                                                                                             | Metadaten |
| ---- | --------------- | --------------------------------------------------------------------- | ----------------------------------------------------- | --- | --- |
| ja   | Datei hochladen | Figurenbildstock hl. Johannes Nepomuk HERIS-ID: 10282 Objekt-ID: 6335 | bei Dörfleser Straße 7a Standort KG: Prottes          | Barocke Figur aus dem 18. Jahrhundert                                                                    | BDA-Hist.: Q38062853 Status: § 2a Stand der BDA-Liste: 2025-06-30 Name: Figurenbildstock hl. Johannes Nepomuk GstNr.: 3397 Statue of John of Nepomuk, Prottes     |
| ja   | Datei hochladen | Wenzlkapelle HERIS-ID: 10666 Objekt-ID: 6727                          | nordöstlich Ebenthaler Straße 33 Standort KG: Prottes | Kleine Wegkapelle in barocken Formen, bezeichnet 1909                                                    | BDA-Hist.: Q38075934 Status: Bescheid Stand der BDA-Liste: 2025-06-30 Name: Wenzlkapelle GstNr.: 3282 Wenzelkapelle, Prottes                                      |
| ja   | Datei hochladen | Kath. Pfarrkirche Mariae Himmelfahrt HERIS-ID: 10281 Objekt-ID: 6334  | bei Kirchengasse 1 Standort KG: Prottes               | Romanisches Langhaus aus dem 13. Jahrhundert mit gotischem Chor und barockem Umorientierungsbau von 1740 | BDA-Hist.: Q38062844 Status: § 2a Stand der BDA-Liste: 2025-06-30 Name: Kath. Pfarrkirche Mariae Himmelfahrt GstNr.: 3487 Pfarrkirche Mariae Himmelfahrt, Prottes |
| ja   | Datei hochladen | Pfarrhof HERIS-ID: 10668 Objekt-ID: 6729                              | Kirchengasse 2 Standort KG: Prottes                   | 1783 erbauter zweigeschoßiger Bau nördlich der Kirche                                                    | BDA-Hist.: Q38076040 Status: § 2a Stand der BDA-Liste: 2025-06-30 Name: Pfarrhof GstNr.: 3484 Pfarrhof Prottes                                                    |